# Pikuty
Pikuty – gra zręcznościowa z wykorzystaniem noża, polegająca na jego wbijaniu w ziemię po wykonaniu określonej sztuczki. Dawniej bardzo popularna gra podwórkowa zwana również „grą w noża”.

## Zasady
W grze uczestniczyło co najmniej dwóch graczy (optymalnie 2-8 graczy). Potrzebne było miękkie podłoże - ziemia lub piasek. Gra polega na przyciśnięciu noża do skóry i rzuceniu go w taki sposób aby ostrze wbiło się w grunt. Gra posiadała kilkanaście poziomów, a wygrywał gracz, który jako pierwszy przeszedł je wszystkie. Rzut nożem wykonywało się po kolei czyli pierwszy rzucający przekazywał nóż kolejnej osobie, a ta jeszcze kolejnej. Udane wbicie ostrza w ziemię dawało awans na kolejny poziom, natomiast gdy rzut był nieudany i ostrze nie wbiło się w ziemię, należało powtarzać rzut do skutku na bieżącym poziomie. Rzut uznawany był za zaliczony jeśli pomiędzy rękojeścią, a podłożem mieściły się co najmniej dwa palce.
| Poziom              | Rzut                                                               |
| 1. Matka            | ze środka ręki ze strony wewnętrznej                               |
| 2. Ojciec           | ze środka ręki ze strony zewnętrznej                               |
| 3. Mały palec       | z palca małego                                                     |
| 4. Palec serdeczny  | z palca serdecznego                                                |
| 5. Palec środkowy   | z palca środkowego                                                 |
| 6. Palec wskazujący | z palca wskazującego                                               |
| 7. Kciuk            | z kciuka                                                           |
| 8. Łokieć           | z łokcia                                                           |
| 9. Ramię            | z ramienia                                                         |
| 10. Broda           | z podbródka (pomiędzy ostrzem a podbródkiem należy umieścić kciuk) |
| 11. Nos             | z czubka nosa (pomiędzy ostrzem a nosem należy umieścić kciuk)     |
| 12. Czoło           | z czoła (pomiędzy ostrzem a czołem należy umieścić kciuk)          |
| 13. Czacha          | z czubka głowy                                                     |